# Ivo Novák (režisér)
Ivo Novák (4. září 1918 Moravské Budějovice – 15. února 2004 Praha) byl český filmový scenárista a režisér. Ve filmu si zahrál i několik drobných epizodních rolí.

## Biografie
Ivo Novák se narodil v roce 1918 v Moravských Budějovicích, kde také v roce 1938 na tamním gymnáziu odmaturoval. Během studií působil jako promítač sokolského kina.
Mezi lety 1938 a 1945 působil ve společnostech Nationalfilm, Bromfilm, Reiterfilm a Sunfilm a od roku 1945 pracoval ve Filmovém studiu Barrandov. Zemřel v Praze.
V roce 1968 obdržel Vyznamenání Za vynikající práci a také Cenu Víta Nejedlého.

## Filmografie, výběr

### Film
- 1954 Nejlepší člověk
- 1955 Mladé dny
- 1955 Spartakiáda
- 1956 Štěňata
- 1958 Když oživly fotografie
- 1958 Když film promluvil
- 1958 Cestou k divákům
- 1959 Hlavní výhra
- 1960 Žalobníci
- 1962 Zelené obzory
- 1963 Na laně
- 1965 Bubny
- 1965 Zločin v dívčí škole
- 1966 Poklad byzantského kupce
- 1968 Maratón
- 1972 Půlnoční kolona
- 1974 Poslední ples na rožnovské plovárně
- 1975 Na konci světa
- 1976 Léto s kovbojem
- 1977 Šestapadesát neomluvených hodin
- 1978 Muž s orlem a slepicí
- 1979 Postavení mimo hru
- 1985 Fešák Hubert
- 1986 Operace mé dcery

### Televize
- 1971 Kam slunce nechodí
- 1982 Dynastie Nováků